# Émile Dind
Émile Dind (Saint-Cierges, 29 maart 1855 - Lausanne, 11 september 1932) was een Zwitsers hoogleraar, dermatoloog en politicus voor de Vrijzinnig-Democratische Partij (FDP/PRD) uit het kanton Vaud.

## Biografie
Émile Dind studeerde geneeskunde in Parijs, Genève, Bern (waar hij in 1879 een doctoraat behaalde), Tübingen, Wenen en Lausanne. Later werd hij aan de Universiteit van Lausanne professor in de dermatologie (1891-1925). Van 1904 tot 1906 was hij rector van deze universiteit.
Van 1897 tot 1905 was hij lid van de gemeenteraad (wetgevende macht) van Lausanne voor de Vrijzinnig-Democratische Partij. Hij zetelde in de Grote Raad van Vaud van 1901 tot 1921 en was in 1911 voorzitter van dit kantonnaal parlement. Hij was de inititatiefnemer van de kantonnale wet van 1918 op de kinderbescherming en de kantonnale wet op de sociale bijstand.
Bij de federale parlementsverkiezingen van 1917 werden de Kantonsraadsleden van het kanton Vaud voor het eerst rechtstreeks door de bevolking en niet langer door de Grote Raad verkozen. Bij deze eerste rechtstreekse verkiezing werd Dind verkozen als lid van de Kantonsraad, wat hij zou blijven tot aan de federale parlementsverkiezingen van 1931. Hij zetelde in de Kantonsraad tussen 3 december 1917 en 6 december 1931.

## Publicaties
- De la responsabilité et des erreurs professionnelles en médecine, Lausanne, Genton et Viret, 1887.
- La blennorrhagie et ses complications, Lausanne, F. Rouge, 1902.
- L'assistance publique dans le canton de Vaud, Lausanne, Payot et Cie, 1916.